# Domen Prevc
Domen Prevc, slovenski smučarski skakalec, * 4. junij 1999, Kranj, Slovenija. 
Prevc je osvojil dve zlati in srebrno medaljo na svetovnih prvenstvih, dve zlati in srebrno medaljo na svetovnih prvenstvih v poletih ter devet zmag na posamičnih tekmah v svetovnem pokalu. 30. marca 2025 je s poletom dolgim 254,5 metra v Planici postavil nov svetovni rekord. Prejel je tudi mali kristalni globus v poletih, za sezono 2024/25.

## Športna kariera
Njegova starejša brata sta Peter in Cene Prevc. Oba sta zdaj že skakalca, po sledi katerih je šel tudi najmlajši Domen, kot tudi mlajša sestra Nika. 

### Začetki: celinski pokal 2014-15
V celinskem pokalu je prvič nastopil 5. julija 2014, ko je na skakalnici Bauhenk v Kranju zasedel 35. mesto. Dan kasneje je na istem prizorišču osvojil osmo mesto. Naslednje leto, 12. septembra 2015 je v Stamsu osvojil četrto mesto, 3. oktobra 2015 se je prvič uvrstil na stopničke z drugim mestom v Klingenthalu. Dan kasneje je na istem prizorišču osvojil svojo prvo zmago v karieri.
Prav z uspešnimi skoki v Klingenthalu si je prislužil prvi nastop med skakalno elito v svetovnem pokalu.

### Svetovni pokal v smučarskih skokih 2015-16
V svetovnem pokalu je debitiral 21. novembra 2015 na ekipni tekmi, kjer je z bratom Petrom, Jurijem Tepešem in Anžetom Laniškom že na svoji prvi tekmi prispeval k ekipnem drugemu mestu. Nato je 22. novembra 2015 na svoji prvi posamični tekmi dosegel osmo mesto, s čimer je prvič opozoril nase. 19. decembra 2015 je na tekmi v Engelbergu prvič stopil na zmagovalne stopničke. Bil je drugi za bratom Petrom, ki je zmagal. Tako se je zgodilo prvič v zgodovini, da sta dva brata zasedla prvi dve mesti.
Sledil je za Domna prvi nastop na novoletni skakalni turneji. Po štirih tekmah turneje je bil skupno na 17. mestu. Najboljši dosežek mu je uspel na zadnji tekmi v Bischofshofenu, ko je bil šesti. Poleg tega je bil drugi v kvalifikacijah v Innsbrucku.
Do svojih drugih stopničk je prišel 30. januarja 2016, ko je bil v japonskem Saporu ponovno drugi in to zopet za svojim bratom Petrom. Tako sta že drugič brata Prevc prišla do dvojne zmage.
Nato se je izkazal na prizorišču Titisee-Neustadt, Nemčija kjer je bil 11. marca najboljši v kvalifikacijah z novim rekordom skakalnice, pristal je pri 148 metrih in s tem stari rekord preskočil za cele tri metre. Naslednjega dne se je na tekmi uvrstil takoj za mesti na zmagovalnem odru, bil je četrti. Za tretje uvrščenim Gangnesom je zaostal za 4,7 točke.
V svoji prvi sezoni med najboljšimi je zasedel končno 14. mesto kar ga je postavilo zelo visoko z ozirom na to, da je izpustil nekaj skakalnih prireditev in vse tekme v poletih. Dosegel je devet uvrstitev med najboljših deset, od tega dve drugi mesti. Skupno 486 osvojenih točk je bil zatorej še posebno dober rezultat za tako mladega tekmovalca.

### Svetovno mladinsko prvenstvo 2016
Februarja 2016 se je še vedno le šestnajstletni Domen udeležil tekem za mladinsko svetovno nordijsko prvenstvo, ki se je odvijalo v romunskem Rasnovu. Na skakalni tekmi posameznikov je bil drugi in osvojil srebrno kolajno ter naslov podprvaka potem, ko je zaostal le za Nemcem Davidom Sieglom. Na ekipni tekmi mešanih parov pa je moštvo Slovenije v postavi Ema Klinec, Nika Križnar, Domen Prevc in Bor Pavlovčič osvojila naslov prvaka in zlato kolajno.

### Sezona 2016-17
V pripravah na naslednjo zimo je v poletnem času nastopil na več prireditvah za celinski pokal. Po nekaj solidnih rezultatih se je izkazal na Poljskem v Wisłi kjer je 24. septembra 2016 zasedel drugo mesto.
Na prvi tekmi sezone 2016–17, 25. novembra na Finskem v Ruki, je prišel do svoje prve zmage v svetovnem pokalu v starosti komaj 17 let in 5 mesecev. Nadaljeval je prav tako odlično in si na prvih sedmih tekmah petkrat priskakal uvrstitev na zmagovalni oder, od tega so kar štiri zmage. Posledično je na Novoletno turnejo prišel kot vodilni tekmovalec, oblečen v rumeno majico. Tam je nastopal spremenljivo, bil s po enim petim in šestim mestom dvakrat uvrščen med deseterico in zasedel skupno deveto mesto ter bil s tem najbolje uvrščeni Slovenec.
Na začetku februarja se je prvič udeležil nastopa v poletih. 3. februarja je na letalnici v nemškem Oberstdorfu opravil na dveh treningih svoje prve uradne polete. Že pri prvem je uspel preleteti dvestometrsko znamko, poletel je 205 metrov. Nato pa v drugem celo 221 metrov in tako prvič preskočil 220 metrov. Nato je naslednji dan na svoji prvi tekmi na letalnicah zasedel dobro peto mesto in bil s tem tudi najboljši od Slovencev. Zatem je 5. februarja v poletu pred tekmo z 225.0 metri postavil svoj osebni rekord in nato na tekmi zasedel sedmo mesto, ko je pristal pri 221 metrih. Tako je uspešno opravil s svojimi prvimi poleti na velikanki.
19. marca je na poletih v Vikersundu dvakrat izboljšal svoj osebni rekord, najprej na 236,5 metra v prvi seriji in nato še v drugi, ko je pristal pri 243,5 metra. Na koncu je to zadostovalo za osmo mesto na tekmi.

## Dosežki v Svetovnem pokalu

### Uvrstitve po sezonah
| Sezona  | Skupno | Poleti | Novoletna | Raw Air | Planica7 |
| ------- | ------ | ------ | --------- | ------- | -------- |
| 2015/16 | 14.    | -      | 17.       | N/A     | N/A      |
| 2016/17 | 6.     | 9.     | 9.        | 24.     | N/A      |
| 2017/18 | 33.    | 13.    | 37.       | 44.     | 36.      |
| 2018/19 | 13.    | 4.     | N/A       | 18.     | 5.       |

### Uvrstitve na stopničke po sezonah
| Sezona  | 1 | 2 | 3 | Skupaj |
| 2015-16 | - | 2 | - | 2      |
| 2016-17 | 4 | 1 | 1 | 6      |
| 2017-18 | - | - | - | -      |
| 2018-19 | 1 | 1 | - | 2      |
| Skupaj  | 5 | 4 | 1 | 10     |

### Zmage (9)
| Št. | Sezona  | Datum             | Kraj        | Skakalnica                     | Velikost  |
| --- | ------- | ----------------- | ----------- | ------------------------------ | --------- |
| 1.  | 2016/17 | 25. november 2016 | Ruka        | Rukatunturi HS142              | Velika    |
| 2.  | 2016/17 | 4. december 2016  | Klingenthal | Vogtland Arena HS140           | Velika    |
| 3.  | 2016/17 | 10. december 2016 | Lillehammer | Lysgårdsbakken HS138           | Velika    |
| 4.  | 2016/17 | 18. december 2016 | Engelberg   | Gross-Titlis-Schanze HS140     | Velika    |
| 5.  | 2018/19 | 17. marec 2019    | Vikersund   | Vikersundbakken HS240          | Letalnica |
| 6.  | 2023/24 | 18. februar 2024  | Saporo      | Okurajama HS137                | Velika    |
| 7.  | 2024/25 | 26. januar 2025   | Oberstdorf  | Letalnica Heini Klopfer HS235  | Letalnica |
| 8.  | 2024/25 | 16. marec 2025    | Vikersund   | Vikersundbakken HS240          | Letalnica |
| 9.  | 2024/25 | 28. marec 2025    | Planica     | Letalnica bratov Gorišek HS240 | Letalnica |

### Uvrstitve na posamičnih tekmah (52)
| Sezona  | 1           | 2           | 3           | 4            | 5                | 6         | 7         | 8          | 9                      | 10        | 11            | 12        | 13       | 14        | 15        | 16         | 17         | 18          | 19        | 20         | 21         | 22      | 23        | 24        | 25      | 26               | 27      | 28      | 29      | Točke |
|         |             |             |             |              |                  |           |           |            |                        |           |               |           |          |           |           |            |            |             |           |            |            |         |           |           |         |                  |         |         |         |       |
| 2015/16 | Klingenthal | Lillehammer | Lillehammer | Nizhny Tagil | Nizhny Tagil     | Engelberg | Engelberg | Oberstdorf | Garmisch-Partenkirchen | Innsbruck | Bischofshofen | Willingen | Zakopane | Saporo    | Saporo    | Oslo       | Trondheim  | Vikersund   | Vikersund | Lahti      | Lahti      | Kuopio  | Almaty    | Almaty    | Wisła   | Titisee-Neustadt | Planica | Planica | Planica | 486   |
| 2015/16 | 8.          | 8.          | 12.         | –            | –                | 2.        | 5.        | 27.        | 18.                    | 23.       | 6.            | 38.       | 9.       | 2.        | 10.       | 29.        | -          | -           | -         | 29.        | 15.        | -       | -         | -         | 26.     | 4.               | -       | -       | -       | 486   |
|         |             |             |             |              |                  |           |           |            |                        |           |               |           |          |           |           |            |            |             |           |            |            |         |           |           |         |                  |         |         |         |       |
| 2016/17 | Kuusamo     | Kuusamo     | Klingenthal | Lillehammer  | Lillehammer      | Engelberg | Engelberg | Oberstdorf | Garmisch-Partenkirchen | Innsbruck | Bischofshofen | Wisła     | Wisła    | Zakopane  | Willingen | Oberstdorf | Oberstdorf | Saporo      | Saporo    | Pjeongčang | Pjeongčang | Oslo    | Trondheim | Vikersund | Planica | Planica          |         |         |         | 963   |
| 2016/17 | 1.          | 13.         | 1.          | 1.           | 6.               | 2.        | 1.        | 26.        | 5.                     | 25.       | 4.            | 5.        | 3.       | 9.        | 25.       | 5.         | 7.         | 50.         | 20.       | 17.        | 24.        | -       | 24.       | 8.        | 20.     | 17.              |         |         |         | 963   |
|         |             |             |             |              |                  |           |           |            |                        |           |               |           |          |           |           |            |            |             |           |            |            |         |           |           |         |                  |         |         |         |       |
| 2017/18 | Wisła       | Kuusamo     | Nižni Tagil | Nižni Tagil  | Titisee-Neustadt | Engelberg | Engelberg | Oberstdorf | Garmisch-Partenkirchen | Innsbruck | Bischofshofen | Tauplitz  | Zakopane | Willingen | Willingen | Lahti      | Oslo       | Lillehammer | Trondheim | Vikersund  | Planica    | Planica |           |           |         |                  |         |         |         | 81    |
| 2017/18 | –           | –           | –           | –            | –                | 29.       | 28.       | –          | 41.                    | 44.       | 29.           | 11.       | 35.      | –         | –         | 49.        | –          | –           | –         | 4.         | –          | –       |           |           |         |                  |         |         |         | 81    |